# Honey trapping

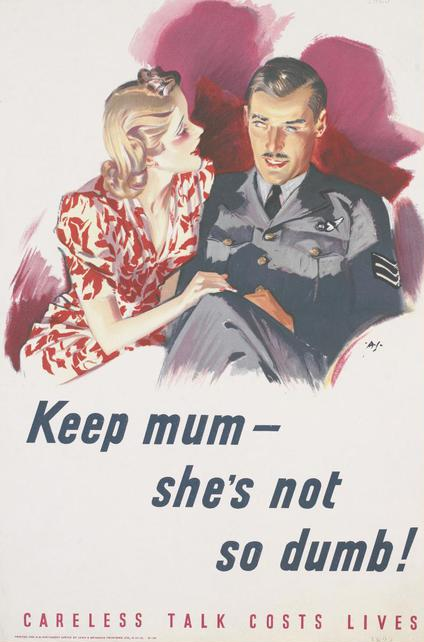
Affiche de la Seconde Guerre mondiale représentant une femme séduisante parlant à un sergent de la Royal Air Force ; la femme peut être une espionne.

Le piège à miel, en anglais honey trapping, est une pratique consistant à utiliser des relations amoureuses ou sexuelles à des fins interpersonnelles, politiques (y compris l'espionnage d'État) ou monétaires. Le « pot de miel » ou le « piège » consiste à prendre contact avec une personne qui possède des informations ou des ressources requises par un groupe ou un individu ; le piégeur cherche ensuite à attirer la cible dans une fausse relation (qui peut ou non inclure une implication physique réelle) dans laquelle il peut glaner des informations ou exercer une influence sur l'individu ciblé.
Le terme « piège à miel » est également utilisé lorsque des sites de rencontre sont utilisés pour accéder à une victime,.
Les enquêteurs privés sont souvent employés pour créer un « pot de miel » par les épouses, les maris et d'autres partenaires, généralement lorsqu'une liaison romantique illicite est suspectée de la « cible » ou du sujet de l'enquête. Parfois, le terme peut être utilisé pour la pratique consistant à créer une liaison dans le but de prendre des photos compromettantes en vue de les utiliser à des fins de chantage. Un piège à miel est principalement utilisé pour recueillir des preuves sur le sujet du piège à miel. Le piège à miel est également utilisé pour amener un nouvel utilisateur accros aux drogues illégales et également pour le trafic de drogue,.

## Espionnage
Le piégeage au miel est utilisé depuis longtemps dans l'espionnage.
Pendant la Guerre froide, des agents féminins appelés « filles Mozhno » ou « Mozhnos » étaient utilisés par le KGB de l'URSS pour espionner les fonctionnaires étrangers en les séduisant. Le nom Mozhno vient du mot russe « mozhno » (russe : можно), qui signifie « il est permis », car ces agents étaient autorisés à enfreindre les réglementations limitant les contacts des Russes avec les étrangers.
En 2009, le MI5 britannique a distribué un document de 14 pages à des centaines de banques, d'entreprises et d'institutions financières britanniques, intitulé « La menace de l'espionnage chinois ». Il décrivait une vaste campagne de chantage des hommes d'affaires occidentaux au sujet de relations sexuelles. Le document prévient explicitement que les services de renseignement chinois tentent de cultiver des « relations à long terme » et sont connus pour « exploiter des vulnérabilités telles que les relations sexuelles… pour faire pression sur les individus afin qu’ils coopèrent avec eux ».
L'existence du JTRIG a été rendue publique en février 2014 dans le cadre des révélations d'Edward Snowden par la chaîne de télévision NBC News, à partir de documents internes de la NSA. Les documents ont aussi révélé l'usage de « guet-apens sexuels » (honey traps) par les agents du renseignement britannique. Lors d'un guet-apens typique déployé par le JTRIG, un individu ciblé est incité, souvent à l'aide d'un leurre sexuel, à « se rendre quelque part sur Internet, ou à une adresse physique » pour y rencontrer un « visage familier », l'objectif étant de les discréditer tous deux. Ce type de guet-apens est décrit dans les documents comme « très efficace quand il fonctionne ».

## Enquêteurs privés
Chaque mission varie en fonction de ce que l’agent et le client décident lors de leur consultation préalable. Une mission courante consiste pour l’agent à initier le contact avec le sujet par le biais d’une interaction en face à face. L'agent tentera de poursuivre la communication par d'autres moyens, notamment par courrier électronique, SMS, appels téléphoniques, etc. L'étape qui suit peut être considérée comme le moment le plus crucial de la mission.
L'agent proposera un second rendez-vous au sujet. Le fait que le sujet accepte ou non de poursuivre la communication déterminera si la mission ira plus loin ou prendra fin. Les hôtels sont souvent utilisés comme lieu de rencontre pour déterminer si le sujet a l'intention de faire évoluer la relation. Une fois l'enquête terminée, l'agent remettra tout enregistrement de communication qu'il a eu avec le sujet. D'autres documents enregistrés comprennent : des photographies, des vidéos, des rendez-vous dans des lieux, etc.